# Joseph Dodge

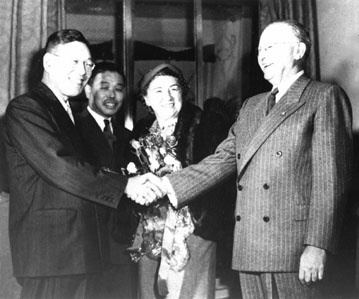
Encuentro de Joseph Dodge y Hayato Ikeda en 1948

Joseph Morrell Dodge (18 de noviembre de 1890–2 de diciembre de 1964) fue presidente del Banco de Detroit, llamado luego Comerica. Más tarde fue asesor económico para programas de estabilización económicos de la posguerra en Alemania y Japón y encabezó la delegación estadounidense de reconstrucción económica para Alemania Occidental, tras la Segunda Guerra Mundial, hacia 1948. Trabajó para el presidente Dwight D. Eisenhower  y fue director de la Agencia del Presupuesto.
Para Japón, redactó otro plan de estabilización económica, conocido como el Dodge Line, en diciembre de 1948, como asesor financiero del Comandante Supremo de las Fuerzas Aliadas (SCAP), general Douglas MacArthur. 

## Biografía
Joseph Dodge fue el primero de los tres hijos nacidos en el matrimonio entre Joseph Cheeseman Dodge, artista y comediante, y Gertrude Hester Cuervo. Creció con sus hermanos en Detroit, Míchigan. Después de graduarse en el Instituto Central de Detroit en 1908, Dodge trabajó en la Standard Accident Insurance Company durante unos meses. En 1909, se colocó como botones en el  Central Savings Bank. Ascendió deprisa hasta el punto de que se convirtió en el examinador de banco estatal más joven de Míchigan, a los 20 años. Cuando apenas llevaba cinco años en la empresa, se ganó al aprecio de Edward Doyle, ejecutivo del banco, que le nombró ayudante. En 1916, Dodge se casa con Julia Jane Jeffers y trabajó para el banquero y senador de Míchigan James Couzens en el Banco de Detroit como agente de operaciones. En la década de 1930 fue nombrado vicepresidente del First National Bank, que se hundió en 1933 con la crisis bancaria internacional. A pesar de esto, Dodge ayudó a crear el Banco Nacional de Detroit y fue nombrado presidente del Banco de Detroit en 1933, del que fue presidente hasta enero de 1953.

## Segunda Guerra Mundial
Durante II Guerra Mundial, Dodge trabajó como director de la división de personal del Ejército de Estados Unidos desde 1941. Su primera misión fue controlar el gasto y los contratistas del Departamento de Defensa. En 1942,  trabajó para el aprovisionamiento de las Fuerzas Aéreas en el Medio Oeste. En septiembre de 1943, Dodge trabajó dentro del Departamento de Guerra, renegociando contratos de guerra. Más tarde, al final del conflicto, Dodge presidió la mesa de contratos del "Pentágono".

## Alemania
Dodge partió para Berlín en agosto de 1945, donde trabajó bajo las órdenes del general Lucius D. Clay  como asesor y experto financiero. Su primer cometido era la reorganización del sistema bancario tras la ocupación de EE. UU. Su mayor preocupación fue la estabilización de la moneda alemana, trabajo que compartió con británicos y franceses en las zonas de influencia de EE. UU. Las reformas tuvieron el efecto adicional de adelantar el bloqueo de Berlín por parte soviética.
Una vez firmado el Tratado de Paz austriaco, formó parte de la comisión creada para resolver las disputas económicas y fronterizas entre Alemania y Austria. El presidente Harry S. Truman designó a Dodge para encabezar la delegación americana de asuntos austríacos en mayo de 1947, con rango de Ministro. Dodge, posteriormente, trabajó para el secretario de Estado George C. Marshall. De 1948 a 1951 trabajó para poner en marcha el llamado Plan Marshall.

## Japón
Joseph Dodge llegó en febrero de 1949 a Japón con la misión de rehabilitar la economía japonesa, como asesor financiero del Comandante Supremo de las Fuerzas Aliadas, el general Eisenhower, y con el rango de Ministro. A pesar de su éxito relativo en Alemania, Dodge había declinado otras propuestas para asesorar al presidente Truman. La misión de Dodge estuvo orientada a liberalizar la economía nipona. La crisis nipona puso de relieve la fuerza del zaibatsu, una camarilla de empresas que impedía la libre competencia. De septiembre de 1945 a agosto de 1948, los precios aumentaron un 700% debido principalmente a políticas miopes de los gobiernos de la posguerra. La misión principal de Dodge era aliviar la economía japonesa de sus índices de inflación e imponer un régimen de austeridad fiscal para equilibrar el presupuesto nipón, establecer un tipo de cambio único para el yen y abolir el mercado negro. Un mes después de su llegada a Tokio, Dodge entregó su propuesta para la estabilización económica del país, que contenía estos cuatro objetivos: 
1. Equilibrar el presupuesto nacional consolidado;
2. Establecer la cuantía de la ayuda de EE. UU. a través de un nuevo Fondo;
3. Establecer un índice de cambio único para el yen; y
4. Reducir la intervención de la economía, especialmente a través de la eliminación de subsidios y controles de precios.[5]

## Director del Presupuesto de Estados Unidos
Tras las elecciones de 1952, el presidente Eisenhower le nombró director de la Agencia del Presupuesto en 1953. Dodge y Eisenhower compartían la prioridad por reducir la inflación y el gasto público. El presupuesto revisado que se encontró para el año fiscal de 1954, y en el que había colaborado Dodge, heredado del presidente anterior, Harry S. Truman, tuvo un déficit proyectado de $10.000 millones. Dodge fue capaz de reducirlo en solo quince meses. Para lograrlo, propuso programas novedosos y aumentó los alquileres del Gobierno, así como las tasas de los parques nacionales, e incluso llegó a cobrar las copias a las empresas suministradoras de los registros. Dodge pasó a prohibir agencias del Gobierno y a cerrar departamentos, a no ser que fueran absolutamente necesarios. Las inversiones en construcción o infraestructuras quedaron reducidas a la mínima expresión. Incluso se negó a reemplazar coches oficiales que no tuvieran seis años o menos de 100.000 km de servicio. Por ejemplo, Dodge nunca renovó su propio coche oficial. 
La política del presidente Eisenhower, el llamado New Look, con grandes partidas para el Departamento de Defensa de los Estados Unidos y el Consejo de Seguridad Nacional, fuertemente respaldado por Dodge, no dispararon el déficit público, que logró dejar en $12.000 millones de dólares.
En el último presupuesto federal que Dodge intentó equilibrar, antes de su dimisión en marzo de 1954, fue el presupuesto fiscal 1955, un presupuesto imposible de ajustar, a pesar de la reducción de $5.000 millones del Departamento de Defensa.

## Últimos trabajos
Dodge regresó como presidente al Banco de Detroit, aunque brevemente, ya que volvió a aceptar varias delegaciones presidenciales del Gobierno y distintos consejos consultivos. En 1954, fue nombrado por el presidente Eisenhower asesor y ayudante especial y desempeñó el cargo de presidente del Consejo de Política Económica Extranjera hasta 1956. En junio de 1956, Dodge regresaba al Banco de Detroit como presidente. El banco estaba en plena reorganización y se había fusionado con tres instituciones financieras locales. En 1958, el presidente Eisenhower lo nombra miembro del Comité Especial para el Estudio del Programa de Asistencia Militar y en 1959, asesor del Consejo de Seguridad Nacional. Dodge también fue responsable de equipamiento del rescate de prisioneros en la invasión de la Bahía de Cochinos, en 1961.

## Premios
- Doctor honoris causa por las universidades de Wayne y Míchigan.[7]
- Medalla al Mérito, por sus servicios como asesor financiero de la Oficina Militar en Berlín y del general Lucius D. Clay (septiembre de 1946).[4]
- Medalla del Servicio Civil en 1950, por el Departamento de Defensa de EE. UU., "por hacer posible un programa de estabilización paralela en la historia moderna".[7][4]
- En 1962 fue condecorado con el Gran Cordon de la Orden del Sol Naciente, por el emperador Hirohito, en reconocimiento a sus servicios.[4]